# Iulian Șerban
Iulian Șerban (n. 25 februarie 1985, Băile Olănești, județul Vâlcea, Republica Socialistă România – d. 6 ianuarie 2021, București, România) a fost un paracanoist român, campion mondial de patru ori. A câștigat medalia de aur la proba K-1 200 m LTA, la Campionatele Mondiale ICF Canoe Sprint din Poznań în 2010 și 2012, și din Szeged în anul 2011 și la Moscova în 2014, de cinci ori campion european, a participat la jocurile paralimpice de la Rio de Janeiro, unde s-a clasat pe locul 4.
Iulian Șerban a practicat caiac-canoe în perioada copilăriei și a fost obligat să treacă la paracanoe după un accident de tren suferit la vârsta de 21 de ani, când și-a pierdut un picior.
A decedat la vârsta de 35 de ani, în data de 6 ianuarie 2021.